# XXI. Olimpijske igre – Montréal 1976.
XXI. Olimpijske igre su održane 1976. godine u Montrealu, u Kanadi. MOO se odlučio za Montreal među konkurentima Moskvom i Los Angelesom.
Domaćin je imao težak zadatak. Igre su morale sigurnosno biti na najvišem nivou, da bi se spriječili teroristički napadi kakvi su se dogodili četiri godine ranije na Igrama u Münchenu. Osim toga, velika većina afričkih zemalja je bojkotirala Igre, zbog toga što je MOO dozvolio nastup na Igrama predstavnicima Novog Zelanda, koji su tijekom te godine održavali športske susrete s rasističkom Južnoafričkom Republikom. Bio je to početak politike masovnih bojkota Igara, koji će se nažalost nastaviti i na Igrama u Moskvi 1980., kao i na Igrama u Los Angelesu 1984.
Montreal je zbog Igara zapao i u financijske probleme, jer je skupi i ambiciozno zamišljeni športski park kasnio u izradi te višestruko premašio planirane troškove. Zbog toga je sljedećih godina naglo pao interes gradova da se kandidiraju za domaćina OI, jer je vladalo mišljenje da se radi o skupom i neisplativom projektu, osuđenom na neuspjeh. Los Angeles je, međutim, osam godina kasnije pokazao da se u sprezi velikih sponzora i korištenjem postojećih športskih objekata Igre mogu i profitabilno organizirati, te je danas biti domaćin Igara ne samo športska čast već i profitabilni poslovni pothvat.
Olimpijski plamen je inicijalno zapaljen prema običaju u Ateni, a zatim je prebačen u Ottawu 'elektroničkim' putem: naime, originalni plamen je iskorišten kao izvor električnog impulsa, koji je prenesen elektromagnetskim valom u Kanadu, gdje je njime upaljen novi plamen, koji je kasnije štafetno prenesen do Montreala. Tijekom Igara je jedna kišna oluja ugasila plamen na stadionu, a dežurna osoba je brzo ponovno upalila plamen - svojim upaljačem za cigarete! Organizator je brzo reagirao, ugasio 'nelegalnu' vatru te je iz rezervne vatre originalnog plamena odmah ponovno zapalio baklju na stadionu.
Uza sve to, domaćin nije imao previše uspjeha niti na športskom planu, osvojivši samo 5 srebrnih i šest brončanih medalja, te su postali prvi, i do današnjeg dana jedini, domaćini ljetnih Igara bez i jednog osvojenog zlata.
U natjecateljskom programu posebnu su zapaženi bili sljedeći nastupi:
- 14-godišnja Nadia Comaneci, gimnastičarka iz Rumunjske je postigla u sedam različitih vježbi ocjenu 10 (maksimalnu moguću ocjenu u tom športu) te osvojila tri zlatne medalje, uključujući onu iz višeboja. U gimnastici su se još istaknuli Nellie Kim s tri zlata i Nikolaj Andrianov s četiri zlata (oboje iz SSSR-a).
- Viktor Sanejev (SSSR) je osvojio treću uzastopnu zlatnu medalju na OI u troskoku, dok je Klaus Dibiasi (Italija) napravio isti pothvat u skokovima u vodu, disciplina toranj.
- Alberto Juantorena, atletičar iz Kube je postao prvi trkač koji je pobijedio na 400 m i na 800 m na istim Igrama. Finac Lasse Virén je također pobijedio u dvije discipline, 5000 m i 10000 m i time ponovio rezultat kojeg je ostvario na Igrama u Münchenu četiri godine ranije.
- Boris Oniščenko, član tima SSSR-a u modernom petoboju je uhvaćen u varanju: preradio je ručku svoga mača na način da je sustav bilježio pogodak čak i kad ga u stvarnosti i nije bilo. Nakon što je suparnicima postalo sumnjivo da sustav registrira pogotke uvijek i samo u njegovu korist, sudačkim pregledom opreme ustanovljena je prijevara. Zanimljivo je da se stručnjaci slažu da je Oniščenko i bez varanja bio kandidat za pobjedu, jer je sam bio odličan mačevalac, pa nije jasno zašto se upustio u nečastan pothvat.
- Pet boksača iz SAD-a - Sugar Ray Leonard, Leon Spinks, Michael Spinks, Leo Randolph i Howard Davis Jr. su osvojili zlatne medalje. Bio je to najjači boksački tim iz SAD-a u povijesti, jer su, od njih petorice, čak četvorica (svi osim Davisa Jr.) kasnije postala i profesionalnim prvakom svijeta u boksu u svojoj kategoriji.
- Japanski gimnastičar Shun Fujimoto je izveo vježbu na krugovima slomljenog koljena, i to odlično te je njegova momčad uzela ekipno zlato. Fujimoto je koljeno slomio prilikom vježbe na parteru, ali je umanjio ozbiljnost ozljede pred kolegama, konkurencijom i sucima te odradio i zadnju vježbu, čime je svom timu donio presudnu prednost.
- Plivači SAD postigli su najveći uspjeh na nekim Olimpijskim igrama. U muškoj konkurenciji osvojili su sve zlatne medalje, osim one na 200 m prsno. Postigli su veći uspjeh čak i od istočnonjemačkih plivačica, koje su "ispustile" dvije zlatne medalje (200 m prsno, i štafeta 4 x 100 m slobodno).

## Popis športova
(Plivanje, vaterpolo i skokovi u vodu su smatrani različitim disciplinama istog športa)
| - atletika - biciklizam - boks - dizanje utega - gimnastika - hokej na travi - hrvanje - jedrenje |  | - džudo - kajak i kanu na mirnim vodama - košarka - konjički šport - mačevanje - moderni petoboj - nogomet - odbojka |  | - plivanje - rukomet - skokovi u vodu - streličarstvo - streljaštvo - vaterpolo - veslanje |

## Popis podjele medalja
(medalje domaćina posebno istaknute)
| Olimpijske igre 1976. |                   |      |        |        |        |
| Plasman               | Država            | Gold | Silver | Bronze | Ukupno |
| 1                     | SSSR              | 49   | 41     | 35     | 125    |
| 2                     | Istočna Njemačka  | 40   | 25     | 25     | 90     |
| 3                     | SAD               | 34   | 35     | 25     | 94     |
| 4                     | zapadna Njemačka  | 10   | 12     | 17     | 39     |
| 5                     | Japan             | 9    | 6      | 10     | 25     |
| 6                     | Poljska           | 7    | 6      | 13     | 26     |
| 7                     | Bugarska          | 6    | 9      | 7      | 22     |
| 8                     | Kuba              | 6    | 4      | 3      | 13     |
| 9                     | Rumunjska         | 4    | 9      | 14     | 27     |
| 10                    | Mađarska          | 4    | 5      | 13     | 22     |
| 11                    | Finska            | 4    | 2      | 0      | 6      |
| 12                    | Švedska           | 4    | 1      | 0      | 5      |
| 13                    | Velika Britanija  | 3    | 5      | 5      | 13     |
| 14                    | Italija           | 2    | 7      | 4      | 13     |
| 15                    | Francuska         | 2    | 3      | 4      | 9      |
| 16                    | Jugoslavija       | 2    | 3      | 3      | 8      |
| 17                    | Čehoslovačka      | 2    | 2      | 4      | 8      |
| 18                    | Novi Zeland       | 2    | 1      | 1      | 4      |
| 19                    | Južna Koreja      | 1    | 1      | 4      | 6      |
| 20                    | Švicarska         | 1    | 1      | 2      | 4      |
| 21                    | Jamajka           | 1    | 1      | 0      | 2      |
| 21                    | Sjeverna Koreja   | 1    | 1      | 0      | 2      |
| 21                    | Norveška          | 1    | 1      | 0      | 2      |
| 24                    | Danska            | 1    | 0      | 2      | 3      |
| 25                    | Meksiko           | 1    | 0      | 1      | 2      |
| 26                    | Trinidad i Tobago | 1    | 0      | 0      | 1      |
| 27                    | Kanada            | 0    | 5      | 6      | 11     |
| 28                    | Belgija           | 0    | 3      | 3      | 6      |
| 29                    | Nizozemska        | 0    | 2      | 3      | 5      |
| 30                    | Portugal          | 0    | 2      | 0      | 2      |
| 30                    | Španjolska        | 0    | 2      | 0      | 2      |
| 32                    | Australija        | 0    | 1      | 4      | 5      |
| 33                    | Iran              | 0    | 1      | 1      | 2      |
| 34                    | Mongolija         | 0    | 1      | 0      | 1      |
| 34                    | Venecuela         | 0    | 1      | 0      | 1      |
| 36                    | Brazil            | 0    | 0      | 2      | 2      |
| 37                    | Austrija          | 0    | 0      | 1      | 1      |
| 37                    | Bermuda           | 0    | 0      | 1      | 1      |
| 37                    | Pakistan          | 0    | 0      | 1      | 1      |
| 37                    | Portoriko         | 0    | 0      | 1      | 1      |
| 37                    | Tajland           | 0    | 0      | 1      | 1      |
|                       | Ukupno            | 198  | 199    | 216    | 613    |